# Holmenkollen

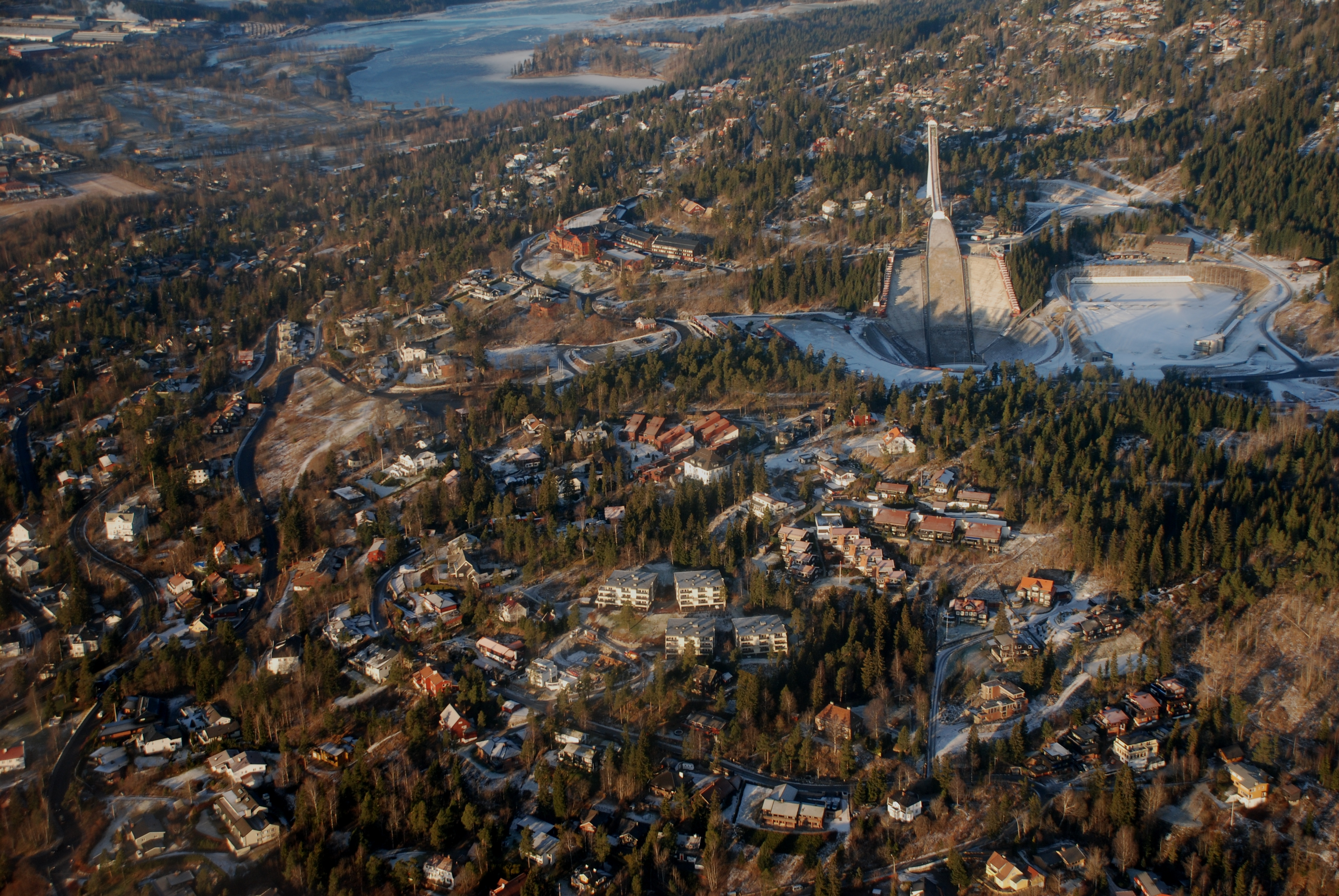
Luchtfoto van Holmenkollen, met rechtsboven de skischans.

Holmenkollen is een wijk in het stadsdeel Vestre Aker in Oslo (Noorwegen). Aan het nabijgelegen meertje staat de bekende Holmenkollenschans. Deze wijk wordt bediend door de Holmenkollbanen (lijn 1) van de metro van Oslo.